# Gobierno de Cataluña 2012-2016
Es el gobierno de la Generalidad de Cataluña desde finales de 2012 a principios de 2016 correspondiendo a la X legislatura parlamentaria del periodo democrático y  sucedió al Gobierno de Cataluña 2010 - 2012. 

## Cronología
Después de las elecciones al Parlamento de Cataluña del 25 de noviembre de 2012, Artur Mas, de Convergencia y Unión, fue investido por segunda vez Presidente de la Generalidad de Cataluña. La vigilia de aquella Navidad, el 24 de diciembre de 2012, tomó posesión del cargo. El día 27 de diciembre nombró los consejeros del Gobierno de Cataluña, que tomaron posesión el mismo día.
Entre los componentes del Gobierno había ocho miembros militantes de Convergencia Democrática de Cataluña (CDC), tres de Unión Democrática de Cataluña y dos consejeros independientes, Ferran Mascarell y Boi Ruiz, que repitieron el mismo cargo que ejercían el anterior mandato. 
El 17 de junio de 2015 se anunció que los tres consejeros de Unión Democrática de Cataluña salían del Gobierno de Cataluña tras las tensiones con Convergencia Democrática de Cataluña.

## Composición del Gobierno
|                                                                           |                                                             |                                                                        |                                      |
| ← Gobierno de Artur Mas → (24 de diciembre de 2012 - 14 de enero de 2016) |                                                             |                                                                        |                                      |
| Partido político                                                          |                                                             | Convergencia Democrática de Cataluña                                   | Convergencia Democrática de Cataluña |
| Partido político                                                          | Unión Democrática de Cataluña                               |                                                                        |                                      |
| Partido político                                                          | Independiente                                               |                                                                        |                                      |
| Presidencia                                                               |                                                             |                                                                        |                                      |
| Presidencia de la Generalidad                                             |                                                             | Artur Mas 24 de diciembre de 2012-14 de enero de 2016                  |                                      |
| Vicepresidencia                                                           |                                                             |                                                                        |                                      |
| Vicepresidencia de la Generalidad                                         |                                                             | Joana Ortega 27 de diciembre de 2012-22 de junio de 2015               |                                      |
| Vicepresidencia de la Generalidad                                         | Neus Munté 22 de junio de 2015-14 de enero de 2016          |                                                                        |                                      |
| Consejerías                                                               |                                                             |                                                                        |                                      |
| Presidencia                                                               |                                                             | Francesc Homs i Molist 27 de diciembre de 2012-16 de noviembre de 2015 |                                      |
| Gobernación y Relaciones Institucionales                                  |                                                             | Meritxell Borràs 22 de junio de 2015-14 de enero de 2016               |                                      |
| Economía y Conocimiento                                                   |                                                             | Andreu Mas-Colell 27 de diciembre de 2012-14 de enero de 2016          |                                      |
| Enseñanza                                                                 |                                                             | Irene Rigau 27 de diciembre de 2012-14 de enero de 2016                |                                      |
| Salud                                                                     |                                                             | Boi Ruiz 27 de diciembre de 2012-14 de enero de 2016                   |                                      |
| Interior                                                                  |                                                             | Ramon Espadaler 27 de diciembre de 2012-22 de junio de 2015            |                                      |
| Interior                                                                  | Jordi Jané 22 de junio de 2015-14 de enero de 2016          |                                                                        |                                      |
| Territorio y Sostenibilidad                                               |                                                             | Santi Vila 27 de diciembre de 2012-14 de enero de 2016                 |                                      |
| Cultura                                                                   |                                                             | Ferran Mascarell 27 de diciembre de 2012-14 de enero de 2016           |                                      |
| Agricultura,Ganadería, Pesca, Alimentación y Medio Natural                |                                                             | Josep Maria Pelegrí 27 de diciembre de 2012-22 de junio de 2015        |                                      |
| Agricultura,Ganadería, Pesca, Alimentación y Medio Natural                | Jordi Ciuraneta Riu 22 de junio de 2015-14 de enero de 2016 |                                                                        |                                      |
| Bienestar Social y Familia                                                |                                                             | Neus Munté 27 de diciembre de 2012-14 de enero de 2016                 |                                      |
| Empresa y Ocupación                                                       |                                                             | Felip Puig 27 de diciembre de 2012-14 de enero de 2016                 |                                      |
| Justicia                                                                  |                                                             | Germà Gordó 27 de diciembre de 2012-14 de enero de 2016                |                                      |
| Secretaria del Gobierno                                                   |                                                             |                                                                        |                                      |
| Secretario del Gobierno                                                   |                                                             | Jordi Baiget 27 de diciembre de 2012-14 de enero de 2016               |                                      |
| Portavocía del Gobierno                                                   |                                                             |                                                                        |                                      |
| Portavoz del Gobierno                                                     |                                                             | Francesc Homs i Molist 27 de diciembre de 2012-22 de junio de 2015     |                                      |
| Portavoz del Gobierno                                                     | Neus Munté 22 de junio de 2015-14 de enero de 2016          |                                                                        |                                      |